# HR 8799
HR 8799 – młoda gwiazda zmienna należąca do typu widmowego A, położona w gwiazdozbiorze Pegaza, odległa o 129 ly (40 pc) od Ziemi, okrążana przez co najmniej cztery masywne egzoplanety.

Animacja ruchu planet na podstawie zdjęć z Teleskopu Kecka: HR 8799 e (po prawej), HR 8799 d (na dole po prawej), HR 8799 c (na górze po prawej) i HR 8799 b (na górze po lewej); położenie gwiazdy wskazuje biały punkt pośrodku maski koronografu

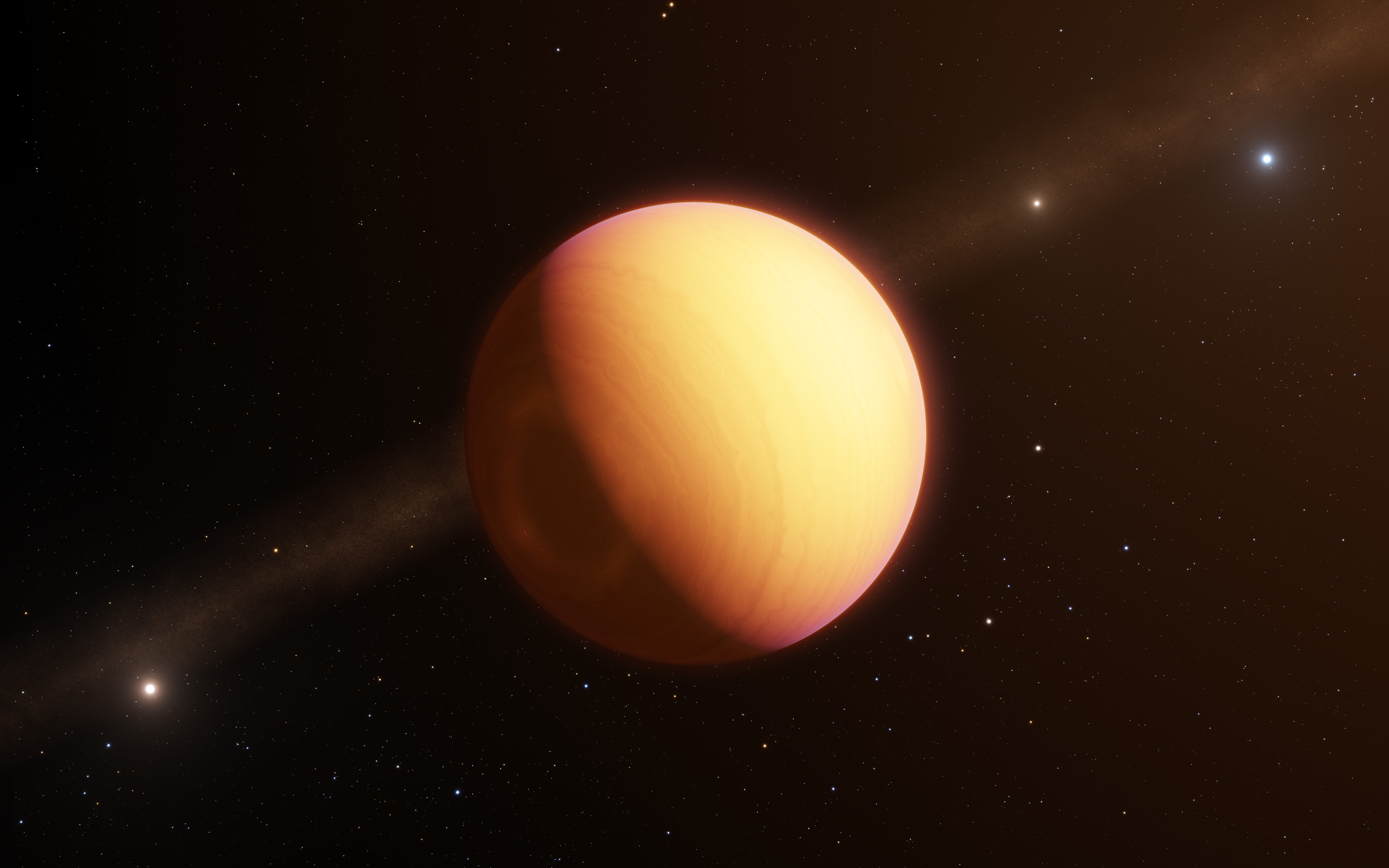
Wizja artystyczna planety e

W odległości około 60 au od gwiazdy orbituje nieco podobny do pasa Kuipera, choć około 50 razy młodszy, toroidalny pas materii. W 2008 odkryto młody system planetarny tej gwiazdy, a w nim początkowo 3 znacznie masywniejsze od Jowisza planety. Jest to pierwszy w historii pozasłoneczny układ planetarny zaobserwowany bezpośrednio w podczerwieni. W 2010 ogłoszono odkrycie czwartej planety. Układ planetarny HR 8799 jest niezwykły, żadna ze współczesnych teorii na temat powstawania planet nie tłumaczy w jaki sposób tak duże planety mogłyby powstać w tak znacznej odległości od ich gwiazdy.
Gwiazdę okrąża także dysk pyłowy, rozciągający się poza orbitami znanych planet, od 145 do 430 au od gwiazdy. Dysk został sfotografowany z wykorzystaniem sieci radioteleskopów ALMA.